# Серченков, Сергей Анатольевич
Серге́й Анато́льевич Се́рченков (11 января 1969) — советский и российский футболист, защитник.

## Карьера
С 1990 по 1991 год выступал за «Амур» в союзном первенстве, провёл 46 матчей. В 1992 году играл за клуб из Комсомольска-на-Амуре уже в первенстве России, принял участие в 9 поединках.
С 1994 по 1995 год был в составе краснодарского «Колоса», сыграл 75 матчей. Сезон 1996 года провёл в тольяттинской «Ладе», за которую дебютировал в Высшей лиге России, где принял участие в 14 встречах команды, в каждой из которых отыграв все 90 минут.
В 1997 году пополнил ряды «Кубани», сыграл 2 матча, после чего на одной из тренировок получил тяжёлую травму — разрыв ахиллова сухожилия. Перенёс несколько сложных операций,
была сильна вероятность завершения карьеры. В 1999 году был дозаявлен в состав «Кубани», однако снова, проведя лишь 3 встречи, выбыл из-за травмы, повредив коленный сустав на тренировке, из-за чего опять пришлось прибегнуть к хирургическому вмешательству.
В 2000 году выступал за семипалатинский клуб AES «Елимай», в составе которого сыграл 22 матча в Высшей лиге Казахстана.
Сын Сергей также футболист.

## После карьеры
После завершения карьеры профессионального футболиста работает тренером в краснодарском любительском клубе «Юбилейный».